# 长花铁线莲
长花铁线莲（学名：Clematis rehderiana）为毛茛科铁线莲属下的一个种。

## 扩展阅读
- 維基物種上的相關：长花铁线莲